# Китайський цирк

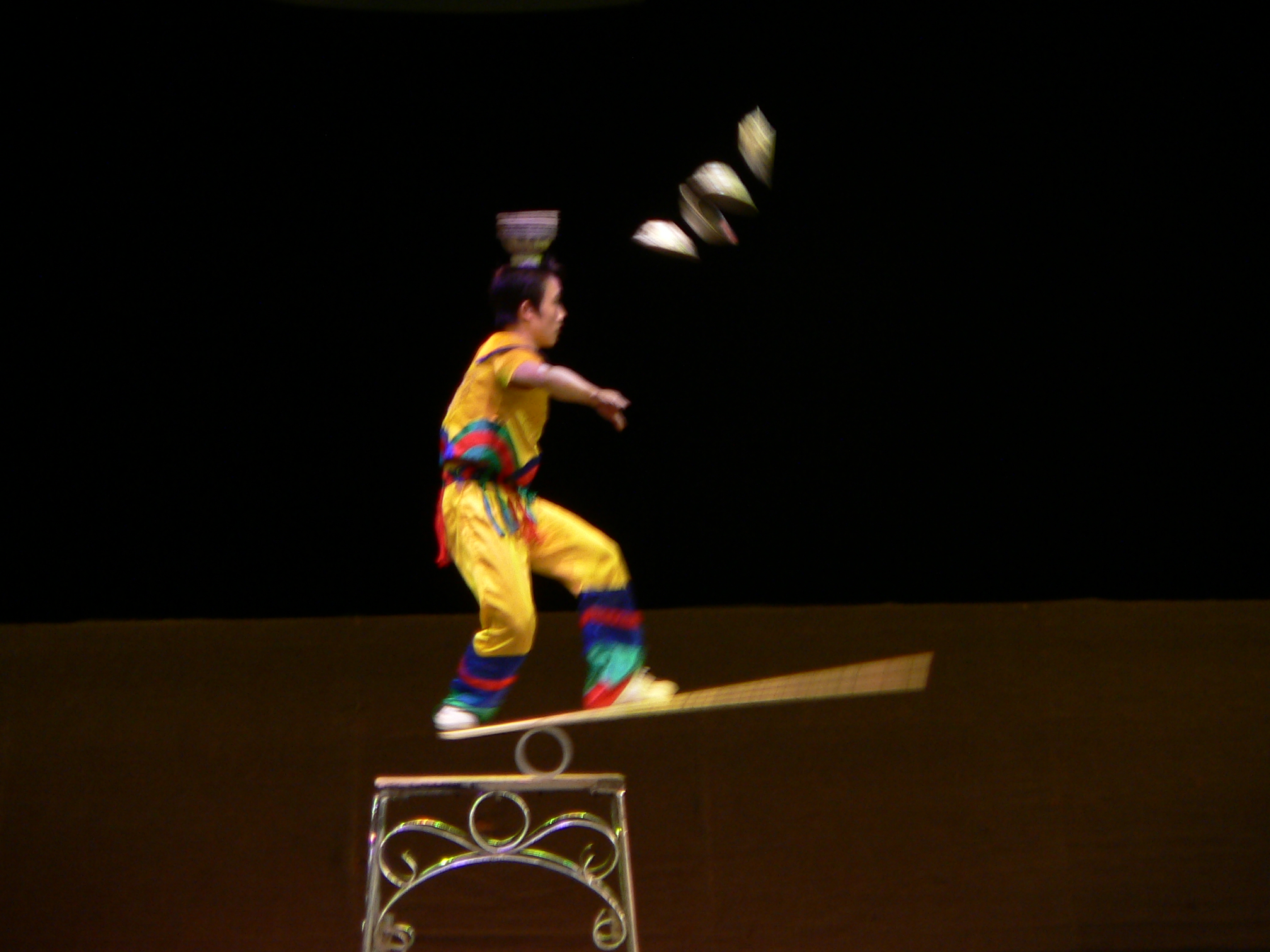
Китайський цирк

Китайський цирк (кит.: 雜技藝術; цзаці ї-шу) — один з видів китайського мистецтва. Відоме з часів Пізньої Хань. Піднесення здобув за часів династії Сун.

## Історія
Циркове мистецтво було відомо в Китаї ще з глибокої давнини. Без фехтування на мечах і списах, шпагоковтання і боротьби не обходилося жодне народне свято III ст. до н. е. Ці вистави називалися бай сі («сто ігор»), а також сань юе («проста, невпорядкована музика»), що підкреслювало народний, базарний характер цих видовищ. Тривалий час залишався частиною музичного мистецтва.
Цирк в період династії Хань ще не виділився в самостійний вид мистецтва. Китайськими археологами в 1953 році в провінції Шаньдунь виявлена споруджена під землею кам'яна усипальниця періоду Хань. У цій усипальниці збереглося 42 рельєфи, значна кількість яких присвячена цирковому мистецтву. Рельєфи з сюжетами циркових вистав ханьского періоду знайдені були також в провінціях Хенань, Аньхой, Цзянсу, Сичуань, Юньань та інших районах країни.
Назва сань юе збереглося в X—XIII ст., коли циркова майстерність вже існувало як самостійний жанр театрального мистецтва поряд з музичною драмою (сі-цюй).
У період Весни і Осені (770—476 до н. е.) акробатика стала самостійним видом видовищного мистецтва. 
Під час династії Тан (618—907) акробатичне мистецтво стало більш складним, вистави вже проходили в імператорських палацах.
Із занепадом династії Тан багато акторів залишили імператорський двір і почали виступати перед народом. У період династії Сун (960—1279) в акробатичні вистави для залучення публіки під час виступів на базарах був привнесений елемент розважальності. У той час була дуже популярна спортивна боротьба, серед відомих борців були не тільки чоловіки, але і жінки. 
За часів правління династій Мін і Цін (1368—1911) характер акробатичних уявлень почав змінюватися. Акробати ханьської національності запозичували нові прийоми у акробатів інших національностей, збагачуючи тим самим свій досвід; особливу увагу стало приділятися динаміці виконання і рівню складності.
З утворення Китайської Народної Республіки циркове (акробатичне) мистецтво отримало загальне поширення, сформовано Китайський державний цирк [Архівовано 6 Липня 2021 у Wayback Machine.]. Незабаром аналогічні стали з’являтися у великих містах і провінціях: Шанхаї, Чунцині, Гуанчжоу, Шеньяні, Ухані. До кінця 1984-го в Піднебесній налічувалося більше як 130 великих акробатичних труп, що складалися з приблизно 16 тисяч артистів і робітників сцени. Вони відроджували традиційну акробатику, вигадували нові трюки, готували молоде покоління акробатів й обмінювалися майстерністю із зарубіжними колегами. Окрім професійних, з’являються також і непрофесійні – аматорські об’єднання, які формувалися на фабриках та в сільській місцевості.
В 1981 році засновано професійну організацію – Китайську акробатичну асоціацію. Це добровільне об’єднання сприяє проведенню вистав, фаховій підготовці й творчому обміну з іншими державами. Асоціація видає спеціальну літературу з акробатики та фокусів. За останні 30 років китайські акробатичні трупи побували більш ніж у 100 країнах. У період із 1981 по 1985 рік представники Китаю завоювали 13 золотих медалей, 2 призи «Золотий Джокер», отримали звання «Команди світового класу» на міжнародному конкурсі циркових артистів. На подібних змаганнях в Парижі китайські акробати виграли 5 найпрестижніших золотих призів: «Срібний Джокер», приз «Вежа Чорного озера».
З середини 1980-х відбувається широке представництво китайського цирку на міжнародній арені, що спричинило за собою істотні інновації в традиційних китайських циркових номерах. «Золота» фестивалю Монте-Карло були удостоєні шанхайські акробати-ікарійці з підкидною дошкою (2001 рік) та акробатична «змішана» пара з Куантуна (2002 рік). Тріумфаторами стали також і срібні призери Монте-Карло 2000-го гімнасти на щоглах провінції Хунань.
У фестивалі «Золотий каштан – 2019» взяли участь 17 країн, тріумфувати вдалося  представникам китайського цирку. Гран-прі отримала «Фуюн акробатична трупа Шень Чжень».

## Характеристика
Особливістю є екзотичність і видовищність, вірність фольклорних традицій. Кожен номер в китайському цирку глибоко символічний.
Першим відомим номером був маньянь, яким визначався виступ людей, які виконували танцювально-акробатичні вправи у вигляді величезного звіра, що нагадував змію завдовжки нібито в 100 сюней, або 80 чжан (близько 200 м).
Юйлуном називався номер, подібний за жанром з маньянь. Актори-циркачі виконували його, розділившись на дві групи, одна з яких була одягнена «рибою», а інша — «драконом» (вони могли також тримати в руках відповідні макети). Іноді вони спритно міняли свій наряд (макети) під час виступу, стаючи то «рибою», то «драконом». Подальший розвиток цього жанру призвело до появи більш складного, комплексного номера, який об'єднав і збагатив прийоми і техніку маньянь і юйлуна. Він отримав назву маньянь-юйлун або юйлун-маньянь.
Відомі також жанри такі, як жонглювання тарілочками, діаболо, «тризубами», вазами, «метеорами»; еквілібристика на стільцях і лавках, фігурна їзда на велосипедах, акробатичні стрибки в кільця, антипод, ілюзійні фокуси, маніпуляція.
Іншою характерною рисою китайського цирку є висока техніка і складність виконуваних трюків і комбінацій. Ще одна особливість — приголомшлива легкість і невимушеність виконання трюків і комбінацій, а також специфічна побудова композиції номерів.